# Tomás Páez
Tomás Páez Bravo (Puerto de la Cruz, España, 28 de abril de 1953) es un sociólogo venezolano. Es uno de los miembros fundadores del Movimiento de Calidad y Productividad para Venezuela y los países andinos, y fue director general sectorial de planificación del Ministerio de Fomento de Venezuela. Actualmente es el coordinador del proyecto global de la diáspora venezolana.

## Carrera
Tomás Paéz es sociólogo egresado de la Universidad Central de Venezuela (UCV) en 1977 y obtuvo un doctorado en planificación en el University College de Londres en 1981. También ha sido profesor titular de la UCV en las áreas de estrategia empresarial, emprendimiento, innovación, calidad y productividad y metodología de investigación, al igual que profesor invitado en otras universidades en el extranjero.
Es uno de los miembros fundadores del Movimiento de Calidad y Productividad para Venezuela y los países andinos, de Expresión Libre y de Venezuelan Press en España, y ha sido coordinador del observatorio pequeña y mediana empresa del emprendimiento de Venezuela  (PYME), coordinador de la Oficina Nacional del Programa Bolívar para la Integración Tecnológica y la Competitividad Latinoamericana (Banco Interamericano de Desarrollo) y director general sectorial de planificación del Ministerio de Fomento de Venezuela.
Adicionalmente, ha integrado el Consejo Asesor de la Asociación Internacional de Parques Científicos y Tecnológicos, el Comité Académico de CEDICE, la Asociación Iberoamericana de Sociología de las Organizaciones y las directivas tanto de Expresión Libre y como del Observatorio Hannah Arendt. Además, ha sido consultor de empresas, gremios, universidades, gobiernos regionales de organizaciones de salud en los ámbitos de calidad y de productividad en Venezuela y en Latinoamérica.
Durante su carrera ha publicado más de veinte textos en sus áreas de experticia como autor, coautor y editor, decenas de artículos en revistas indexadas y ofrecido conferencias a nivel internacional. Actualmente es el coordinador del proyecto global de la diáspora venezolana.

## Publicaciones
- Estrategia empresarial y calidad de Gestión (2000)[1]
- Pymes y nuevas Tecnologías (2004)[1]
- Emprendimiento e informalidad: hacia una construcción conjunta de soluciones (2007)[1]
- La voz de la diáspora venezolana (2015)[7]
- Democracia y Autoritarismo en Latinoamérica (2020)[6]